# Молчановка (Оренбургская область)
Молчановка — село в Бугурусланском районе Оренбургской области в составе Полибинского сельсовета.

## География
Находится на правом берегу реки Мочегай на расстоянии примерно 29 километров по прямой на северо-восток от центра города Бугуруслан.

## Население
Население составляло 122 человека в 2002 году (мордва 93%), 72 по переписи 2010 года.